# روهغام بالا
روهغام بالا (بالفارسية: روهگام بالا) هي قرية تقع في قسم باهوكلات الريفي (مقاطعة تشابهار) في إيران. يقدر عدد سكانها بـ 304 نسمة بحسب إحصاء 2016.